# Мери, Леннарт
Ле́ннарт Ме́ри (полное имя — Леннарт-Георг Мери (эст. Lennart-Georg Meri); 29 марта 1929, Таллин, Эстония — 14 марта 2006, там же) — эстонский писатель, режиссёр и государственный деятель, президент Эстонии в период 1992—2001. Мери был одним из лидеров движения за восстановление независимости Эстонии. Заслуженный писатель Эстонской ССР (1979).

## Ранний период жизни
Мери родился 29 марта 1929 года в Таллине, он был первенцем в семье Георга Мери — эстонского дипломата, а впоследствии переводчика Шекспира на эстонский язык, и Алисы-Бригитты Энгманн, эстонской шведки по происхождению. Леннарт покинул Эстонию в раннем возрасте и вместе со своей семьёй переезжал из страны в страну, учился в девяти разных школах на четырёх разных языках. Самые тёплые воспоминания остались у него о годах, проведённых в парижском лицее Жансон-де-Сайи. Помимо родного эстонского языка, Леннарт Мери свободно владел ещё пятью языками: финским, французским, немецким, английским и русским.
Однако семья находилась в Таллине, когда Эстония была присоединена к Советскому Союзу в июне 1940 года. Семья Мери была разделена между теми, кто противостоял и поддерживал Советский Союз. Двоюродный брат Леннарта Арнольд Мери вступил в Красную армию и в ходе войны стал Героем Советского Союза. В 1941 году семья Мери была депортирована в Сибирь вместе с тысячами других эстонцев, латышей и литовцев, разделивших ту же участь. В возрасте двенадцати лет Леннарт Мери работал лесорубом в Сибири. Он также работал картофелечистом и стропальщиком, чтобы прокормить свою семью. Во время ссылки у Леннарта вырос интерес к другим финно-угорским языкам, звучавшим вокруг него и принадлежавшим к той же языковой семье, что и его родной эстонский. Этническое и культурное родство разбросанных финно-угорских народов были основной темой его работ в течение всей жизни.
Семья Мери выжила и вернулась в Эстонию, где Леннарт Мери окончил с отличием факультет истории и языков Тартуского университета в 1953 году. Политика Советского Союза не позволяла ему работать историком, поэтому в 1953—1955 годах Мери работал заведующим литературной частью в театре «Ванемуйне», в 1955—1961 годах — постановщиком на Эстонском радио. Несколько его фильмов[каких?] заслужили восторженную оценку критиков.

## Писатель и режиссёр
После путешествия в 1958 году в горы Тянь-Шань в Средней Азии и по древним мусульманским центрам в пустыне Каракум Леннарт Мери написал свою первую книгу, тепло встреченную читателями. Уже будучи студентом, Леннарт Мери был в состоянии зарабатывать себе на жизнь литераторским трудом после того, как его отец был арестован советскими властями в третий раз. С помощью своего младшего брата, вынужденного оставить учёбу и устроиться на работу в качестве водителя такси, он поддерживал мать и в то же время успешно закончил свою учёбу. Фильм «Ветры Млечного пути» (эст. Linnutee tuuled), снятый совместно с Финляндией и Венгрией, был запрещён в Советском Союзе, но получил серебряную медаль на Нью-Йоркском кинофестивале. В финских школах его фильмы и тексты использовались как учебный материал. В 1986 году Леннарт Мери был премирован как почётный доктор Университета Хельсинки. В 1963 году стал членом Союза писателей Эстонии. В 1970-х был избран почётным членом Финского литературного общества. Переводил на эстонский произведения Ремарка, Грэма Грина, Солженицына.
В 1964— 1968 годах Мери работал сценаристом на киностудии «Таллинфильм». Документальный фильм «В страну Огненных гор» (эст. Tulemägede Maale), созданный в 1964 году, рассказывает о путешествии Мери на Камчатку в 1960-х. Кроме него, в этой экспедиции участвовали геологи, ботаники, фотограф, а также художник Калью Полли. «Путешествие — это единственная страсть, от которой не шарахается разум»,— писал Мери. — Городские жители всё ещё хотят увидеть мир, изголодались по природе". Мери не недооценивал отрицательные стороны массового туризма, но сделал вывод, что «наука освободит нас от цепей больших городов и приведёт обратно к природе».
В 1963 году московское издательство ЦК ВЛКСМ «Молодая гвардия» выпустило книгу Леннарта Мери «Три байдарки в зелёном океане», 240 страниц с иллюстрациями, тираж — 65 000, цена — 49 копеек.
Вот что писал будущий президент: «…Коммунизм не розовый рай, где беззаботные дни перемежаются ничем не нарушаемым сном и безоблачными сновидениями. Коммунизм — это радость и счастье ежедневных побед…»
«Просторы Сибири ждут рабочих рук строителей коммунистического завтра…»
«Я мысленно прослеживаю, как распоряжение, напечатанное на бланке районного комитета (коммунистической партии), через двести километров превращается в исписанный корявым почерком листок. Через три дня всё исполнено. … Я почувствовал биение гигантского пульса…»
«Почему бы не создать в Таллине музей братских народов? Я помню, как в сороковом году осенью в 5-м классе нам раздавали новые учебники географии. … Границы нашей Родины вдруг раздвинулись…»
Книга Мери о его путешествии на северо-восток, «В воротах северного сияния» (эст. Virmaliste Väraval) 1974, принесла ему огромный успех в Советском Союзе (лауреат Литературной премии Эстонской ССР имени Юхана Смуула (1974)). Она была переведена на финский в 1977 году в серии «Советские писатели», в которой финскому читателю были также представлены другие эстонские писатели: Матс Траат, Лилли Промет и Юло Туулик. В книге Мери соединил настоящее со взглядом в прошлое, использовал материалы таких исследователей, как Джеймс Кук, Иоганн Рейнгольд Форстер, Фердинанд фон Врангель, Даль, Александер фон Миддендорфф и другие. Когда он увидел горы, вздымающиеся на фоне штормового неба Берингова пролива, он представил себе, как Витус Беринг и Джеймс Кук смотрели на те же горы, но с другой стороны.
Вероятно, лучшая из известных работ Мери, «Серебристый рассвет» (эст. Hõbevalge), была опубликована в 1976. В ней воссоздаётся история Эстонии и региона Балтийского моря. Так же как и в других своих работах, Мери сочетает документальные источники, научные исследования и воображение. «Если география — проза, то карты — иконография», — писал Мери. «Серебристый рассвет» основана на большом количестве старинных источников по мореплаванию и осторожно приоткрывает завесу тайны легендарной Ultima Thule. Это имя было дано в античные времена самой северной земле, лежащей в шести днях плавания к северу от Британии. Существуют точки зрения, что этой землёй могли быть Шетландские острова, Исландия и Норвегия. По словам Мери, возможно, что Туле происходит из старой народной эстонской поэмы, описывающей рождение кратерного озера в Каали, Сааремаа. В эссе Воля Тацита (эст. Tacituse tahtel) 2000, Мери описывает древние контакты между Эстонией и Римской империей и отмечает, что меха, янтарь и особенно ливонское сухое, свободное от гнили зерно могли быть самым большим вкладом Эстонии в общую культуру Европы — в голодные годы это зерно поставлялось в Европу.
В русском переводе вышли произведения Мери — «Три байдарки в зелёном океане», «Удивительный человек», «Мост в белое безмолвие», «В поисках потерянной улыбки».
Мери основал неправительственный Эстонский Институт (Eesti Instituut) в 1988, чтобы улучшить культурные контакты с Западом и иметь возможность направить эстонских студентов на учёбу за границу.

## Политическая деятельность

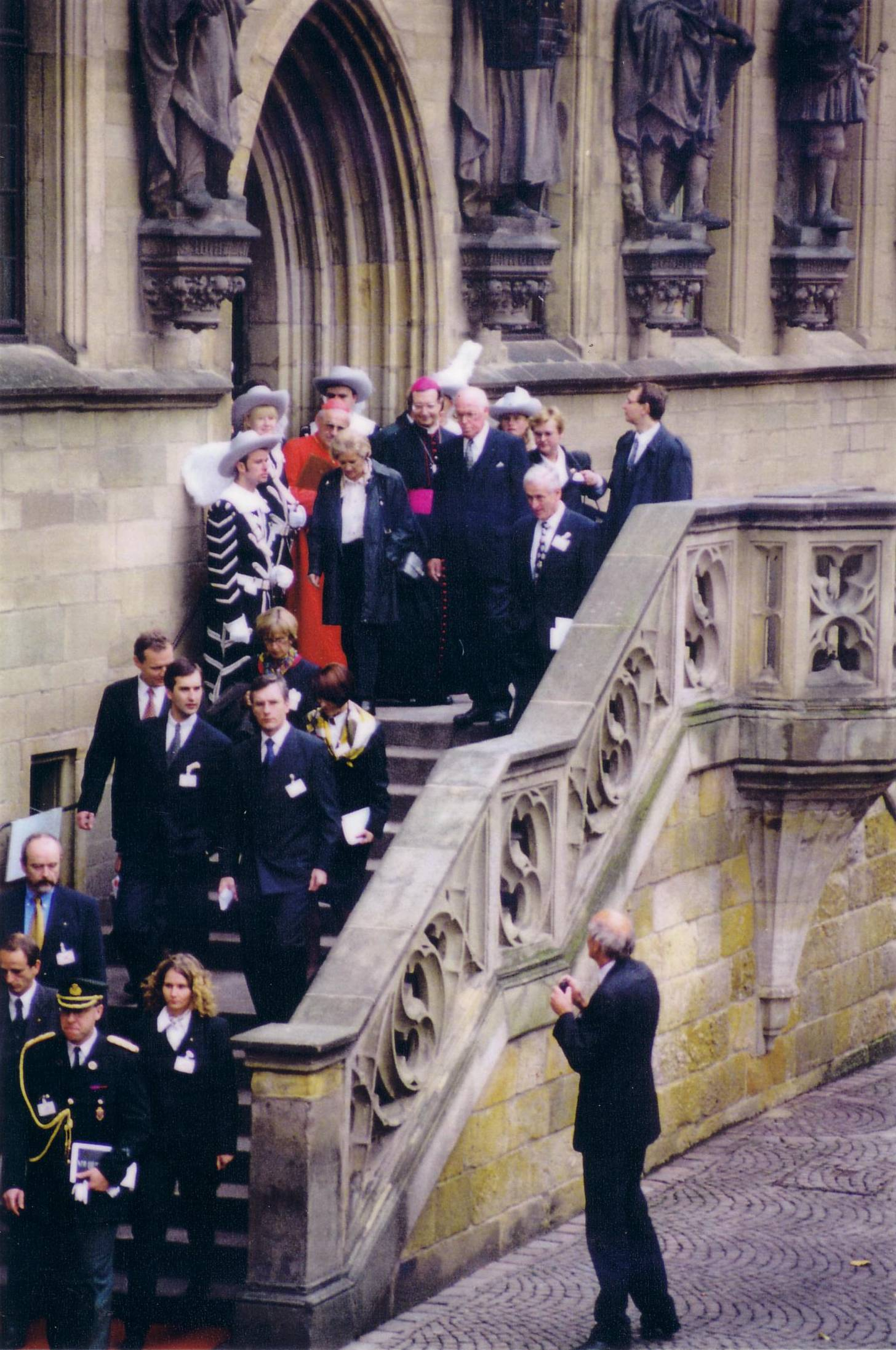
Мери в Оснабрюке, Германия, в 1998 году, на 350 летии Вестфальского мира

После более чем двадцатилетних отказов советская администрация наконец разрешила Леннарту Мери выехать за пределы Железного занавеса в конце 1970-х годов, и Мери упорно использовал открывшиеся ему в Финляндии возможности, чтобы напомнить свободному миру о существовании Эстонии. Он установил тесные связи с политиками, журналистами и эстонцами, бежавшими за рубеж. Он был первым эстонцем, заявившим за границей протест против Советского плана добычи фосфоритов в Эстонии (известного как фосфоритная война), который сделал бы часть страны непригодной для жизни.
Экологические протесты вскоре переросли во всеобщее восстание против Советской власти названное Поющей революцией, которую возглавила эстонская интеллигенция. Речь Леннарта Мери «Эстонцы обрели надежду» была сфокусирована на проблемах выживания нации и имела широкий отклик за рубежом. В 1988 году Мери стал одним из основателей эстонского Народного фронта.
После первых некоммунистических многопартийных выборов в 1990 году Мери был назначен на пост министра иностранных дел. Он участвовал в конференциях ОБСЕ в Копенгагене, Нью-Йорке, Париже, Берлине и Москве, а также в учредительной конференции Совета стран Балтийского моря. Он также провел несколько встреч с главами американских и европейских государств и министрами иностранных дел и был первым гостем из Восточной Европы, выступившим с докладом в штаб-квартире НАТО в Брюсселе.
После недолгого пребывания на посту посла Эстонии в Финляндии, 6 октября 1992 года он стал 2-м президентом Эстонской Республики. Мери был кандидатом от Союза Отечества. Леннарт Мери был приведен к присяге в качестве президента 6 октября 1992 года. 20 сентября 1996 года он был переизбран на второй и последний срок.
Вошёл в составленный в 1999 году по результатам письменного и онлайн-голосования список 100 великих деятелей Эстонии XX века.

## Личная жизнь
Мери был женат дважды. Его вторая жена Хелле Мери (1949 г. р.) работала актрисой в эстонском драматическом театре до 1992 года. Первая жена Леннарта Мери Регина Мери эмигрировала в Канаду в 1987 году. Леннарт Мери имел троих детей: сыновья Март Мери (1959 г. р.) и Кристьян Мери (1966 г. р.), дочь Тууле Мери (1985 г. р.) и четверо внуков.

## Смерть

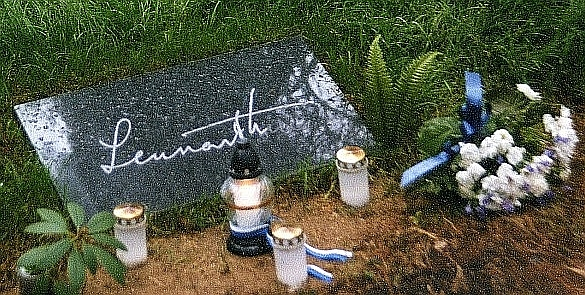
Могила Мери на кладбище Метсакальмисту в Таллине

В середине 2005 года после сильных головных болей у Мери обнаружили опухоль головного мозга, и в августе он перенёс операцию. Опухоль оказалась злокачественной, и он умер утром 14 марта 2006 года, за пятнадцать дней до своего 77-летия, после того как был госпитализирован в Таллине в течение нескольких месяцев.
В телевизионном выступлении его преемник и многолетний политический соперник, президент Рюйтель, сказал: «За девять лет своего пребывания на посту главы государства Мери восстановил президентство и создал Эстонскую Республику в самом широком смысле этого слова». Президент Финляндии Тарья Халонен заявила, «Финский народ потерял в лице Леннарта Мери близкого и искреннего друга, великого государственного деятеля, который был одним из ведущих архитекторов мира после окончания Холодной войны». Президент Латвии Вайра Вике-Фрайберга сказала: «Мир потерял великого эстонца, великого государственного деятеля и настоящего европейца».
На похоронах Мери присутствовал, в частности, бывший шведский премьер Карл Бильдт.

## Увековечение памяти
В 2009 году Таллинский аэропорт был переименован в честь Леннарта Мери.

## Награды и знаки отличия
Награды Эстонии
| Страна               | Дата   | Награда                                | Награда                                | Литеры |
| -------------------- | ------ | -------------------------------------- | -------------------------------------- | ------ |
| СССР / Эстонская ССР | 1979 — | Заслуженный писатель Эстонской ССР     | Заслуженный писатель Эстонской ССР     |        |
| Эстония              | 1995 — | Кавалер цепи ордена Креста земли Марии | Кавалер цепи ордена Креста земли Марии |        |
| Эстония              | 2008   | Кавалер цепи                           | ордена Государственного герба          |        |
| Эстония              | 2006 — | Кавалер 1 класса                       | ордена Государственного герба          |        |

Награды иностранных государств
| Страна     | Дата вручения | Награда                                                                                                 | Награда                                                                                                 | Литеры   |
| ---------- | ------------- | --- | --- | -------- |
| Иордания   | 1993 —        | Кавалер Большой звезды ордена Возрождения                                                               | Кавалер Большой звезды ордена Возрождения                                                               |          |
| Дания      | 1994 —        | Рыцарь ордена Слона                                                                                     | Рыцарь ордена Слона                                                                                     | RE       |
| Финляндия  | 1995 —        | Кавалер Большого креста ордена Белой розы                                                               | Кавалер Большого креста ордена Белой розы                                                               |          |
| Швеция     | 1995 —        | Рыцарь ордена Серафимов                                                                                 | Рыцарь ордена Серафимов                                                                                 | RSerafO  |
| Мексика    | 1995 —        | Кавалер Большого креста ордена Ацтекского орла                                                          | Кавалер Большого креста ордена Ацтекского орла                                                          |          |
| Латвия     | 1996 —        | Кавалер Большого креста ордена Трёх звёзд                                                               | Кавалер Большого креста ордена Трёх звёзд                                                               |          |
| Венгрия    | 1997 —        | Кавалер Большого креста ордена Заслуг                                                                   | Кавалер Большого креста ордена Заслуг                                                                   |          |
| Словения   | 1997 —        | Кавалер Золотого ордена Свободы                                                                         | Кавалер Золотого ордена Свободы                                                                         |          |
| Италия     | 1997 —        | Кавалер Большого креста декорированного лентой ордена «За заслуги перед Итальянской Республикой»        | Кавалер Большого креста декорированного лентой ордена «За заслуги перед Итальянской Республикой»        |          |
| Литва      | 1997 —        | Кавалер Большого креста ордена Витаутаса Великого                                                       | Кавалер Большого креста ордена Витаутаса Великого                                                       |          |
| Норвегия   | 1998 —        | Кавалер Большого креста ордена Святого Олафа                                                            | Кавалер Большого креста ордена Святого Олафа                                                            |          |
| Исландия   | 1998 —        | Кавалер Большого креста ордена Исландского сокола                                                       | Кавалер Большого креста ордена Исландского сокола                                                       |          |
| Польша     | 1998 —        | Кавалер ордена Белого орла                                                                              | Кавалер ордена Белого орла                                                                              |          |
| Греция     | 1999 —        | Кавалер Большого креста ордена Спасителя                                                                | Кавалер Большого креста ордена Спасителя                                                                |          |
| Германия   | 2000 —        | Кавалер Большого креста специального класса ордена «За заслуги перед Федеративной Республикой Германия» | Кавалер Большого креста специального класса ордена «За заслуги перед Федеративной Республикой Германия» |          |
| Мальта     | 2001 —        | Почётный Компаньон Почёта с орденской цепью                                                             | Почётный Компаньон Почёта с орденской цепью                                                             | K.U.O.M. |
| Франция    | 2001 —        | Кавалер Большого креста ордена Почётного легиона                                                        | Кавалер Большого креста ордена Почётного легиона                                                        |          |
| Португалия | 2003 —        | Кавалер Большого креста ордена Инфанта дона Энрике                                                      | Кавалер Большого креста ордена Инфанта дона Энрике                                                      |          |

- Член-корреспондент Европейской академии наук, искусств и литературы (1989)
- Почётный доктор Университета Хельсинки (1986)
- Знак «Герб Таллина» (2006)

## Фильмография
- За северным ветром — Народ водоплавающей птицы / Veelinnurahvas (1970)
- Ветры млечного пути / Linnutee tuuled (1977)
- Звуки Калевалы / Kaleva hääled (1986)
- Сыновья Тоорума / Toorumi pojad (1989)
- Шаман / Šamaan (1997)